# Pachydactylus capensis
Pachydactylus capensis är en ödleart som beskrevs av  Smith 1845. Pachydactylus capensis ingår i släktet Pachydactylus och familjen geckoödlor. Inga underarter finns listade i Catalogue of Life.